# Monuments historiques de l'ancienne Kyoto
Les monuments historiques de l'ancienne Kyoto sont un ensemble de 17 temples, sanctuaires et château situés dans la ville de Kyoto ou dans les villes voisines de Uji et Ōtsu, au Japon, inscrits sur la liste du patrimoine mondial de l'UNESCO en 1994.

## Liste
En 1994, l'UNESCO inscrit sur la liste du patrimoine mondial dix-sept édifices  de l'ancienne capitale impériale du Japon, :
- Kamigamo-jinja (上賀茂神社?) ;
- Shimogamo-jinja (下鴨神社?) ;
- Tō-ji (東寺?) ;
- Kiyomizu-dera (清水寺?) ;
- Enryaku-ji (延暦寺?) ;
- Daigo-ji (醍醐寺?) ;
- Ninna-ji (仁和寺?) ;
- Byōdō-in (平等院?) ;
- Ujigami-jinja (宇治上神社?) ;
- Kōzan-ji (高山寺?) ;
- Saihō-ji (西芳寺?) ou Kokedera (苔寺?) ;
- Tenryū-ji (天龍寺?) ;
- Kinkaku-ji (金閣寺, Kinkaku-ji?, Temple du Pavillon d'or) ou Rokuon-ji (鹿苑寺, Rokuon-ji?, Temple du Jardin des cerfs) ;
- Ginkaku-ji (銀閣寺?) ;
- Ryōan-ji (龍安寺?) ;
- Nishi-Hongan-ji (西本願寺?) ;
- Nijō-jō (二条城?).

## Galerie de photos

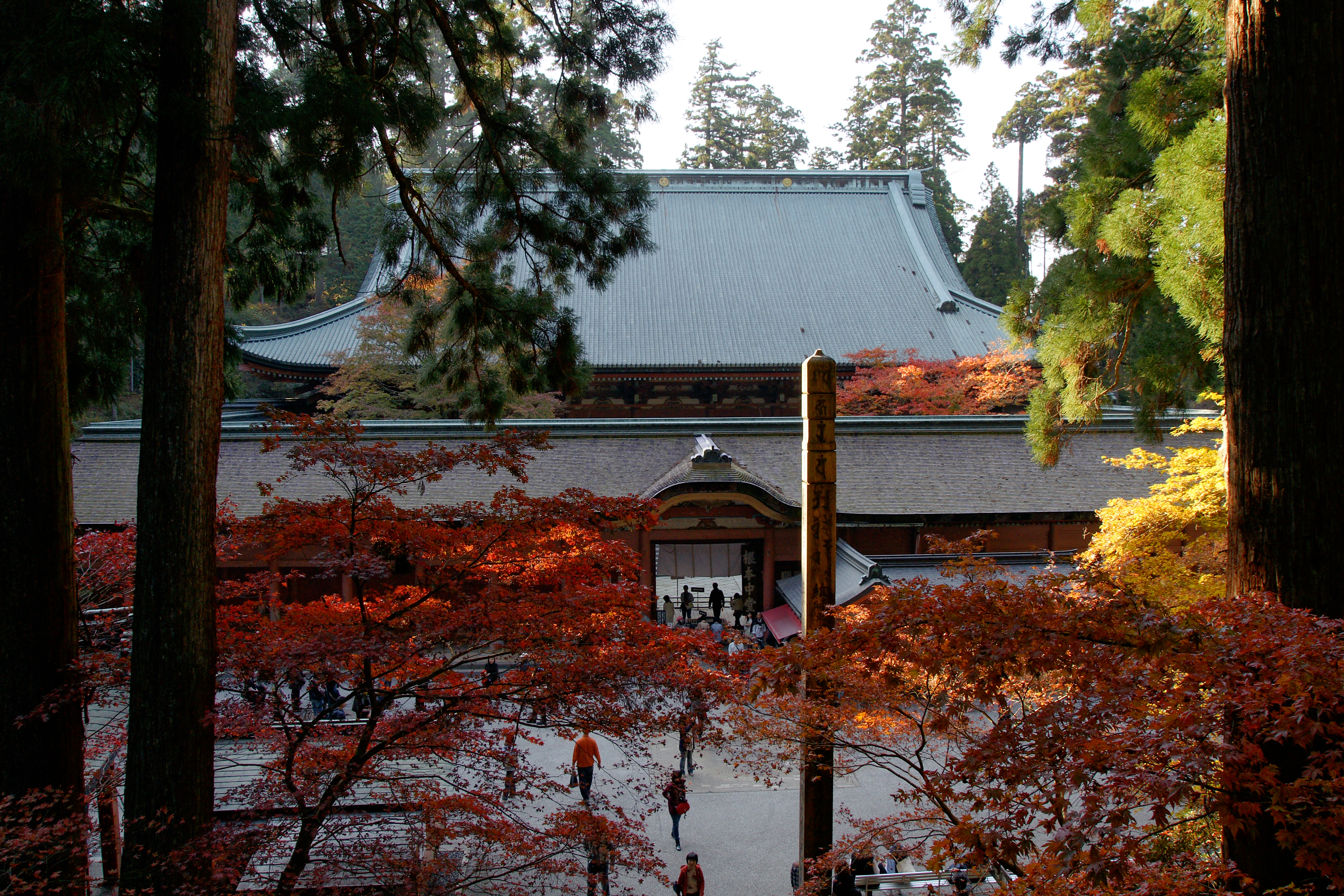
Enryaku-ji
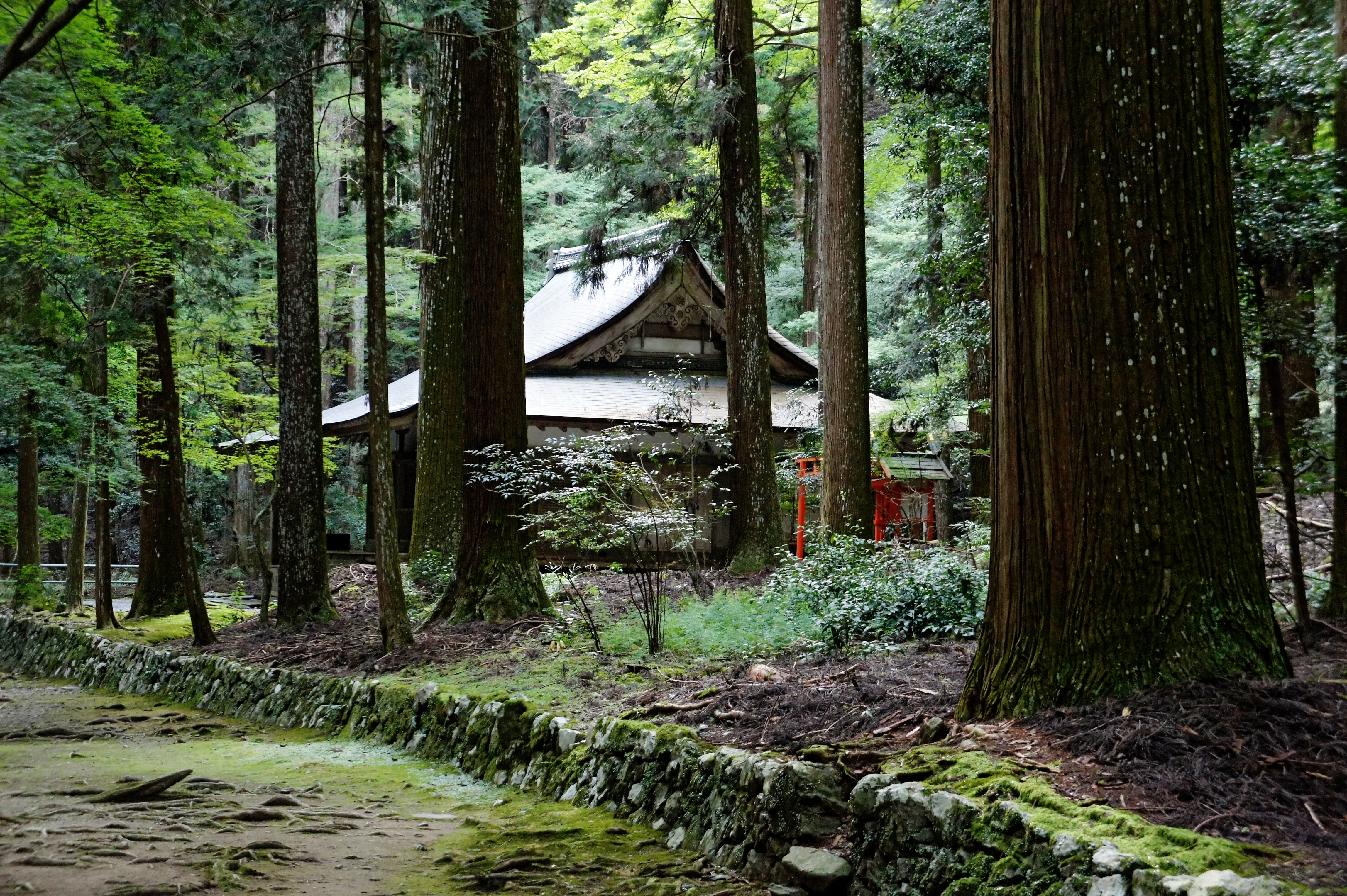
Kōzan-ji
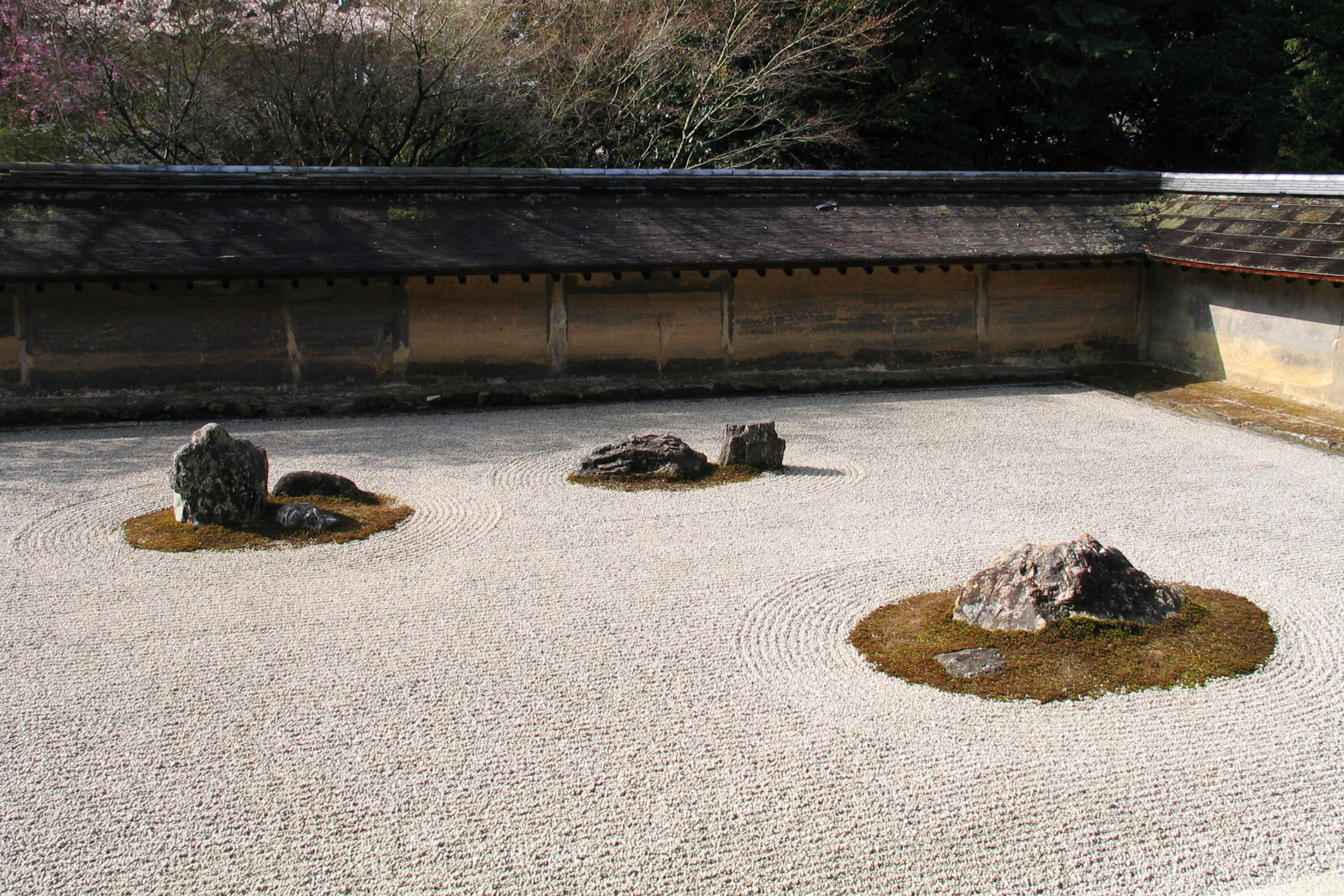
Ryōan-ji